# Софийски университет
Вижте пояснителната страница за други значения на Софийски университет.
Софийският университет „Свети Климент Охридски“, съкратено СУ „Св. Климент Охридски“, е най-старото и най-голямо висше училище в България. Според световната класация на университетите към 2020 г. университетът се намира между 601-во и 650-о място. Университетът е създаден на 1 октомври 1888 г. като Висш педагогически курс. Централната част на сградата на СУ на стойност 6 млн. златни лева е построена с дарение на братята Евлоги и Христо Георгиеви, чиито скулптури красят нейната фасада. Първият ректор на Софийския университет е акад. Александър Теодоров-Балан.

## История

### Основаване
През 1880 г. Министерството на просвещението на току-що възстановената българска държава внася в Народното събрание проект за Основен закон за училищата, чиято идея е да се създаде българско висше училище, което да приема завършилите обучението си в реалните и класическите гимназии. Едва през 1887 г. е издадена наредба от министъра на просвещението Тодор Иванчов за откриване на педагогически клас към Първа мъжка гимназия в София. Във временния правилник е предвидено функционирането само на историко-филологическо отделение.
На заседанието си от 8 декември 1888 г., отчитайки доброто начало на Висшия педагогически курс, Народното събрание взема решение и приема закон за преобразуването му във Висше училище. На 29 януари 1889 г. в присъствието на Иван Шишманов, представител на Министерство на народното просвещение, е избран първият ректор на висшето училище – Александър Теодоров-Балан – измежду първите му седем преподаватели – т. нар. „нови седмочисленици“, сред които Любомир Милетич, Иван Георгов и Никола Михайловски. През 1904 г. е преименуван на университет.

### Криза от 1907 г.
На 3 януари 1907 г. група студенти организира демонстрация срещу княз Фердинанд пред Народния театър. На следващия ден – 4 януари – Министерският съвет постановява указ, който нарежда закриването на университета за срок от 6 месеца и уволняването на всички професори, доценти и лектори. Проф. Иван Шишманов, който е един от законотворците на кодекса за автономия на университета, подава оставка като министър на просветата. На негово място идва Никола Апостолов, който постановява откриването на университета със „съвършено нови преподаватели“. Академичната 1907/1908 г. започва с преподаватели чужденци и довчерашни гимназиални учители. Събитията имат своя отзвук в обществото и последвалата реакция е много показателна. По думите на доц. Тодор Попнеделев, зам.-декан на историческия факултет, при 70 души преподаватели се записват 7 студенти. Университетът отново отваря врати едва в края на януари през следващата 1908 година, само няколко седмици след сформирането на ново правителство на Демократическата партия, ръководено от Александър Малинов, което възстановява старите преподаватели.

### 1919 – 1945 г.
По време на Втората световна война, след голямата бомбардировка над София на 10 януари 1944 г., университетът е евакуиран в Ловеч.

### Ректори
До 1944 г. мандатът на ректорите е една година, без право на последователно избиране. От 1944 г. мандатът на ректорите е две години с право на последователно избиране, но без право на трети мандат. От края на 60-те години и началото на 70-те години мандатът на ректорите е четири години с право на последователно избиране, но без право на трети мандат.
Към 2021 г. броят на ректорските мандати е 84, а на ректорите – 56. Списък на ректорите на Софийския университет :
| №   | име                                  | мандат          |
| --- | ------------------------------------ | --------------- |
| 1.  | Александър Теодоров-Балан            | 1888 – 1889     |
| 2.  | Димитър Агура                        | 1889 – 1890     |
| 3.  | Емануил Иванов                       | 1890 – 1891     |
| 4.  | Иван Георгов                         | 1891 – 1892     |
| 5.  | Димитър Агура (2-ри път)             | 1892 – 1893     |
| 6.  | Емануил Иванов (2-ри път)            | 1893 – 1894     |
| 7.  | Димитър Агура (3-ти път)             | 1894 – 1895     |
| 8.  | Марин Бъчеваров                      | 1895 – 1896     |
| 9.  | Александър Теодоров-Балан (2-ри път) | 1896 – 1897     |
| 10. | Георги Златарски                     | 1897 – 1898     |
| 11. | Иван Георгов (2-ри път)              | 1898 – 1899     |
| 12. | Никола Добрев                        | 1899 – 1900     |
| 13. | Любомир Милетич                      | 1900 – 1901     |
| 14. | Георги Златарски (2-ри път)          | 1901 – 1902     |
| 15. | Александър Теодоров-Балан (3-ти път) | 1902 – 1903     |
| 16. | Бончо Боев                           | 1903 – 1904     |
| 17. | Георги Златарски (3-ти път)          | 1904 – 1905     |
| 18. | Иван Георгов (3-ти път)              | 1905 – 1906     |
| 19. | Стефан Киров                         | 1906 – 1907     |
| 20. | Димитър Агура (4-ти път)             | 1907 – 1908     |
| 21. | Пенчо Райков                         | 1908 – 1909     |
| 22. | Михаил Поповилиев                    | 1909 – 1910     |
| 23. | Беньо Цонев                          | 1910 – 1911     |
| 24. | Стефан Юринич                        | 1911 – 1912     |
| 25. | Стефан Киров (2-ри път)              | 1912 – 1913     |
| 26. | Васил Златарски                      | 1913 – 1914     |
| 27. | Георги Бончев                        | 1914 – 1915     |
| 28. | Анастас Иширков                      | 1915 – 1916     |
| 29. | Иван Георгов (4-ти път)              | 1916 – 1917     |
| 30. | Георги Шишков                        | 1917 – 1918     |
| 31. | Иван Георгов (5-и път)               | 1918 – 1919     |
| 32. | Александър Цанков                    | 1919 – 1920     |
| 33. | Методий Попов                        | 1920 – 1921     |
| 34. | Любомир Милетич (2-ри път)           | 1921 – 1922     |
| 35. | Захари Караогланов                   | 1922 – 1923     |
| 36. | Васил Моллов                         | 1923 – 1924     |
| 37. | Васил Златарски (2-ри път)           | 1924 – 1925     |
| 38. | Стефан Петков                        | 1925 – 1925     |
| 39. | Владимир Алексиев                    | 1926 – 1927     |
| 40. | Гаврил Кацаров                       | 1927 – 1928     |
| 41. | Георги Шишков (2-ри път)             | 1928 – 1929     |
| 42. | Стефан Баламезов                     | 1929 – 1930     |
| 43. | Стоян Киркович                       | 1930 – 1931     |
| 44. | Богдан Филов                         | 1931 – 1932     |
| 45. | Любен Диков                          | 1933 – 1934     |
| 46. | Васил Моллов (2-ри път)              | 1934 – 1935     |
| 47. | Михаил Арнаудов                      | 1935 – 1936     |
| 48. | Георги Манев                         | 1936 – 1937     |
| 49. | Георги Генов                         | 1937 – 1938     |
| 50. | Александър Станишев                  | 1938 – 1939     |
| 51. | Янаки Моллов                         | 1939 – 1940     |
| 52. | Стефан Цанков                        | 1940 – 1941     |
| 53. | Стефан Ангелов                       | 1941 – 1942     |
| 54. | Димитър Кацаров                      | 1942 – 1943     |
| 55. | Любомир Чакалов                      | 1943 – 1944     |
| 56. | Димитър Силяновски                   | 1944            |
| 57. | Стефан Баламезов (2-ри път)          | 1944 – 1945     |
| 58. | Димитър Ораховац                     | 1945 – 1947     |
| 59. | Георги Наджаков                      | 1947 – 1951     |
| 60. | Владимир Георгиев                    | 1951 – 1956     |
| 61. | Даки Йорданов                        | 1956 – 1962     |
| 62. | Димитър Косев                        | 1962 – 1968     |
| 63. | Пантелей Зарев                       | 1968 – 1972     |
| 64. | Христо Христов                       | 1972 – 1973     |
| 65. | Благовест Сендов                     | 1973 – 1979     |
| 66. | Илчо Димитров                        | 1979 – 1981     |
| 67. | Георги Близнаков                     | 1981 – 1986     |
| 68. | Минчо Семов                          | 1986 – 1989     |
| 69. | Никола Попов                         | 1989 – 1991     |
| 70. | Николай Генчев                       | 1991 – 1993     |
| 71. | Иван Лалов                           | 1993 – 1999     |
| 72. | Боян Биолчев                         | 1999 – 2007     |
| 73. | Иван Илчев                           | 2007 – 2015     |
| 74. | Анастас Герджиков                    | 2015 – 2023     |
| 75. | Георги Вълчев                        | 2023 – настояще |

## Ректорски съвет
- Ректор: проф. д-р Георги Вълчев
- Заместник-ректор по учебната дейност – ОКС „Бакалавър“ и „Магистър“ и ОНС „Доктор“: проф. д-р Мадлен Данова
- Заместник-ректор по научноизследователска и научна проектна дейност: чл. кор. проф. дхн Тони Спасов
- Заместник-ректор – стопанско управление и финанси: доц. д-р Атанас Симеонов
- Заместник-ректор – администрация и информационни дейности: доц. д-р Първан Първанов
- Заместник-ректор – академичен състав, акредитация и рейтинги: проф. д-р Стоян Шишков
- Заместник-ректор – кариерно развитие, алумни, връзки с работодателите и бизнеса: проф. дикн Соня Милева-Божанова
- Заместник-ректор – международна дейност: проф. д-р Ренета Божанкова

## Учебна структура

### Факултети
Понастоящем в СУ има 16 факултета и 3 департамента, в които се обучават 22 000 студенти.
- Факултети на СУ „Св. Климент Охридски“
- Исторически факултет
- Факултет по славянски филологии
- Юридически факултет
- Философски факултет
- Факултет по класически и нови филологии
- Факултет по педагогика
- Факултет по науки за образованието и изкуствата
- Факултет по журналистика и масова комуникация
- Богословски факултет
- Стопански факултет
- Факултет по математика и информатика
- Физически факултет
- Факултет по химия и фармация
- Биологически факултет
- Геолого-географски факултет
- Медицински факултет

### Департаменти
- Департамент за езиково обучение и продължаваща квалификация
- Департамент за информация и усъвършенстване на учители
- Департамент по спорт

## Сграден фонд
Софийският университет не е концентриран на едно място по типа „кампус“. Основните струпвания на сгради са:
- Ректорат на университета (сградите на Ректората и Университетската библиотека), бул. „Цар Освободител“ 15
- Богословски факултет, пл. „Света Неделя“ 19
- Химически, Физически и Математически факултети, бул. „Джеймс Баучър“ 1 и 5
- основно Стопански факултет и специалности на Философския факултет и Факултета по науки за образованието и изкуствата,  бул. „Цариградско шосе“ 125 (бл. 1, 2, 3 и 4)
- Факултет по журналистика и масова комуникация, ул. „Московска“ 49
- Медицински факултет, ул. Козяк 1
- Център за източни езици и култури, бул. „Тодор Александров“ 79
- други сгради в София и околностите, както и в Балчик, Варна и Китен.

Основната сграда, символ на университета – ректоратът, както и по-късно построената Университетската библиотека са създадени главно благодарение на дарение на братята Евлоги и Христо Георгиеви, управлявано от ефорията „Евл. и Хр. Георгиеви“, разполагала с фонд от 6 милиона златни лева в края на ХIХ век.

### Ректорат
През 1906 г. е обявен конкурс за сграда на държавен университет. Той е спечелен от идеен проект на френския архитект Жан Бреасон. Първоначално проектът представлява ансамбъл от десетина сгради, които трябва да се разположат върху сегашното място на университета, бившия царски манеж (днес там е Националната библиотека) и Докторската градина. Проектът обаче се оказва прекалено амбициозен и строителните планове така и не са завършени преди избухването на Първата световна война през 1914 г. Във войната България се оказва на губещата страна, преживява национална катастрофа и е принудена да изостави грандиозните архитектурни замисли. През 1920 г. ефорията възлага на арх. Йордан Миланов да преработи първоначалните проекти в една сграда.
Строителството започва на 30 юни 1924 г. с тържествено полагане на основния камък, ръководството на работата е поето от арх. Миланов. Същата година арх. Бреасон завежда и на следващата година спечелва дело за нарушени авторски права и ефорията му изплаща обезщетение. Строителството продължава и арх. Миланов влага всичко от себе си в него. Той работи буквално до последни сили. Повален е от тежка простуда и издъхва на строежа на 8 февруари 1932 година. Сградата е тържествено осветена на 16 декември 1934 година. Пред фасадата са поставени изработените от скулптора Кирил Шиваров бронзови фигури на първите и най-големи благодетели на Софийския университет – братята Евлоги и Христо Георгиеви. Разнообразната украса на сградата е дело на скулпторите Михайло Парашчук, Любен Димитров и Любомир Далчев.
През 1940 г. започва изграждане на разширение с добавяне на две крила към университета. То е възложено на арх. Любен Константинов. Втората световна война довежда до забавяне на строителството. То е продължено чак през 50-те години, а окончателно Северното крило е завършено едва през 1985 г. В завършването участва и арх. Спас Рангелов.

### Университетска библиотека
Ефорията започва строежа на университетската библиотека в средата на 1930 г. Проектът е изработен от архитектите Иван Васильов и Димитър Цолов. Сградата на библиотеката е завършена и е осветена едновременно с ректората на 16 декември 1934 г.

## Университетско издателство
Университетът има Университетско издателство „Св. Климент Охридски“ (съкращавано УИ „Св. Климент Охридски“), което издава книги, списания и др.

## Кандидат-студенти
| година | кандидати | прием | за място | специалности |
| ------ | --------- | ----- | -------- | ------------ |
| 2006   | 16 117    | 4100  | 3,93     |              |
| 2007   | 12 867    | 5100  | 2,52     | 88           |
| 2008   | 11 308    | 5800  | 1,95     |              |
| 2009   | 10 720    | 5162  | 2,08     |              |

## Други
Според Рейтинговата система на висшите училища за 2014 година университетът е на първо място сред всички български университети в 21 от 22 направления. Към април 2011 година изследване на испанския Висш съвет за научни изследвания поставя Софийския университет на 801-во място в света по качество, като той изпреварва всички други български университети. В същата класация през октомври 2014 г. университетът се нарежда на 842-ро място.
Софийският университет дава стипендии заедно с Фондация „Сасакава – България“ в областта на политологията и др., като фондацията има и страница на сайта на университета (вж. Риочи Сасакава).
На Софийския университет е наречена улица „Университетска“ в квартал „Лозенец“ в София (Карта).